# Chiesa della Madonna del Giglio (Tarcento)
Il santuario della Madonna del Giglio si trova in località Aprato, frazione di Tarcento (UD). L'edificio nelle forme attuali risale alla ricostruzione avvenuta tra il 1512 e il 1554 ma è ricordato nei documenti fin dal XIII secolo. A partire dal Medioevo fu sede di pellegrinaggi e processioni votive.